# Trichoprosopon pallidiventer
Trichoprosopon pallidiventer är en tvåvingeart som först beskrevs av Lutz 1905.  Trichoprosopon pallidiventer ingår i släktet Trichoprosopon och familjen stickmyggor. Inga underarter finns listade i Catalogue of Life.